# Print Measurement Bureau
Print Measurement Bureau (kraticom PMB) je neprofitna kanadska vladina tvrtka koja se bavi prikupljanjem statističkih podatka od čitateljstvu tiskanih medija.
Utemeljena je 1973.
PMB izrađuje preglede za procijeniti razinu čitanosti brojnih časopisa u Kanadi, a vodi i specifične preglede za pojedine struke, kao primjerice, za medicinska izdanja.

## Vanjske poveznice
- Službene stranice  Arhivirana inačica izvorne stranice od 8. listopada 2015. (Wayback Machine)